# Ларсен, Аксель
Аксель Ларсен (дат. Aksel Larsen; 5 августа 1897 ― 10 января 1972) ― датский политик. Председатель Коммунистической партии Дании, затем основатель и председатель Социалистической народной партии.

## Биография
В первой половине 1920-х побывал в СССР, где прослушал курс в Международной ленинской школе. Стал лидером Коммунистической партии Дании в 1932 году и в том же году был избран депутатом Ригсдага, став наряду с Арне Мунком-Петерсеном первым коммунистом в этом качестве. Вместе с другими датскими коммунистами был вынужден уйти в подполье в 1941 году, после начала немецкой оккупации, когда датская полиция начала арестовывать всех членов коммунистической партии.
После освобождения Дании и окончания Второй мировой войны Ларсен стал министром переходного правительства, а затем привёл свою партию к её лучшему выступлению на выборах за всю её историю: на октябрьских выборах 1945 года КПД получила 10 % голосов. Однако в результате выборов сформировалось в целом либеральное правительство и партия был в основном избегают других партийных лидеров.
Осудил подавление Венгерского восстания 1956 года советскими войсками. Это привело его к конфликту с членами руководства партии, которые сохраняли лояльность Москве. В результате Ларсен был изгнан из партии в 1958 году.
В ответ он учредил Социалистическую народную партию (Socialistisk Folkeparti), которая, благодаря личной популярности Ларсена, входила в парламент в 1960-х годах за счет коммунистов, которые с тех пор играют лишь весьма второстепенную роль в датской политике.
Аксель Ларсен, особенно в последние годы своей жизни, пользовался большим авторитетом среди политиков, даже если партия в целом воспринималась как безответственная к своим заявлениям. Он оставался лидером социалистов до 1968 года, после чего передал бразды правления партией Сигурду Оманну. Оставался депутатом вплоть до своей смерти в 1972 году.
В 2005 году группа историков Датского института международных исследований пришла к выводу о том, что Ларсен находился в тайных сношениях между 1958 и 1964 годами с одним из союзников Дании по Холодной войне, заявив, что «Ларсен…, очевидно, являлся агентом одной из западных разведок».